# Дойг-Рівер 206
Дойг-Рівер 206 (англ. Doig River 206) — індіанська резервація в Канаді, у провінції Британська Колумбія, у межах регіонального округу Піс-Ривер.

## Населення
За даними перепису 2016 року, індіанська резервація нараховувала 118 осіб, показавши скорочення на 1,7%, порівняно з 2011-м роком. Середня густина населення становила 10,3 осіб/км².
З офіційних мов обидвома одночасно не володів жоден з жителів, тільки англійською — 120. Усього 45 осіб вважали рідною мовою не одну з офіційних, з них усі — одну з корінних мов.
Працездатне населення становило 65% усього населення, рівень безробіття — 23,1%.

## Клімат
Середня річна температура становить 1,3°C, середня максимальна – 19,5°C, а середня мінімальна – -20,9°C. Середня річна кількість опадів – 462 мм.
| Клімат поселення                              | Клімат поселення | Клімат поселення | Клімат поселення | Клімат поселення | Клімат поселення | Клімат поселення | Клімат поселення | Клімат поселення | Клімат поселення | Клімат поселення | Клімат поселення | Клімат поселення | Клімат поселення |
| Показник                                      | Січ.             | Лют.             | Бер.             | Квіт.            | Трав.            | Черв.            | Лип.             | Серп.            | Вер.             | Жовт.            | Лист.            | Груд.            |                  |
| Середній максимум, °C                         | −8,47            | −5,07            | 1,12             | 9,45             | 15,37            | 19,45            | 19,41            | 18,15            | 13,43            | 7,30             | −3,84            | −9,01            |                  |
| Середня температура, °C                       | −14,66           | −11,28           | −5,08            | 3,24             | 9,16             | 13,24            | 15,32            | 14,04            | 9,32             | 3,22             | −7,96            | −13,11           |                  |
| Середній мінімум, °C                          | −20,86           | −17,48           | −11,29           | −2,95            | 2,95             | 7,04             | 11,20            | 9,93             | 5,23             | −0,89            | −12,05           | −17,22           |                  |
| Норма опадів, мм                              | 27               | 21               | 21               | 20               | 41               | 73               | 83               | 58               | 39               | 29               | 27               | 23               |                  |
| Середньомісячна швидкість вітру, м/с          | 2.90             | 3.00             | 3.20             | 3.50             | 3.60             | 3.30             | 3.00             | 2.90             | 3.20             | 3.50             | 3.01             | 3.00             |                  |
| Середньомісячна сонячна радіація, кДж/м²·день | 2240             | 5411             | 10760            | 16280            | 19647            | 21481            | 20749            | 16843            | 11012            | 5723             | 2683             | 1611             |                  |
| --------------------------------------------- | ---------------- | ---------------- | ---------------- | ---------------- | ---------------- | ---------------- | ---------------- | ---------------- | ---------------- | ---------------- | ---------------- | ---------------- | ---------------- |
| Джерело:                                      |                  |                  |                  |                  |                  |                  |                  |                  |                  |                  |                  |                  |                  |